# Hoa sen (Phật giáo)
Xem các nghĩa khác tại sen

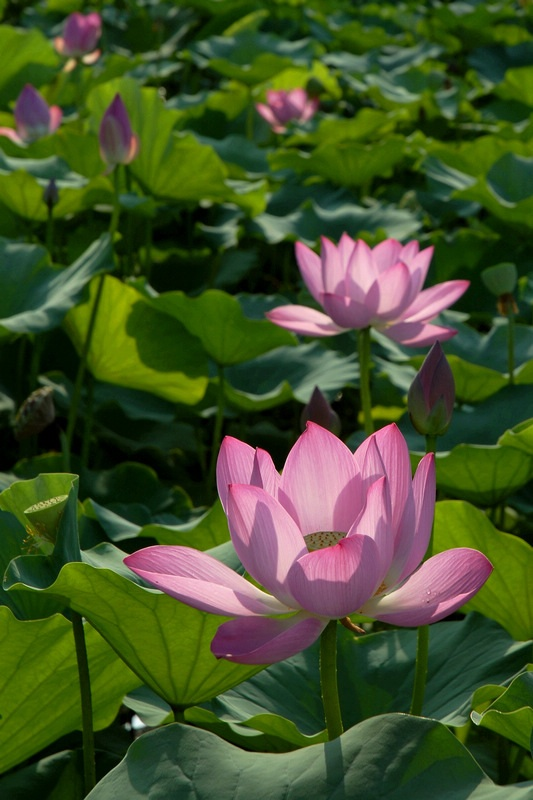
Hoa sen một trong những biểu tượng của Phật giáo

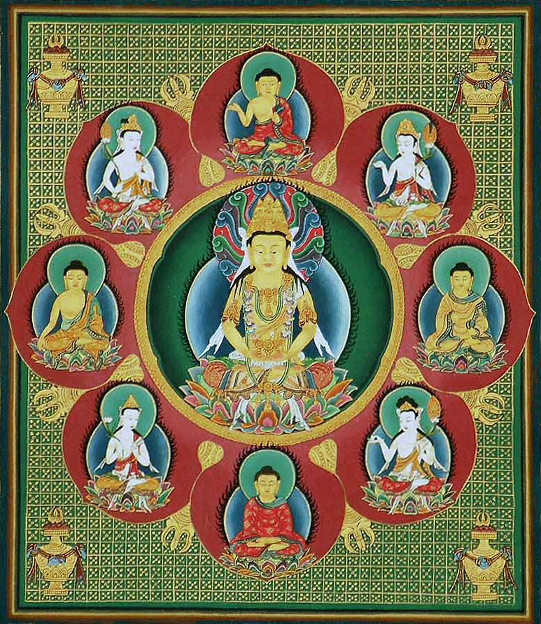
Thai tạng giới Mạn-đà-la (sa. garbhadhātumaṇḍala)

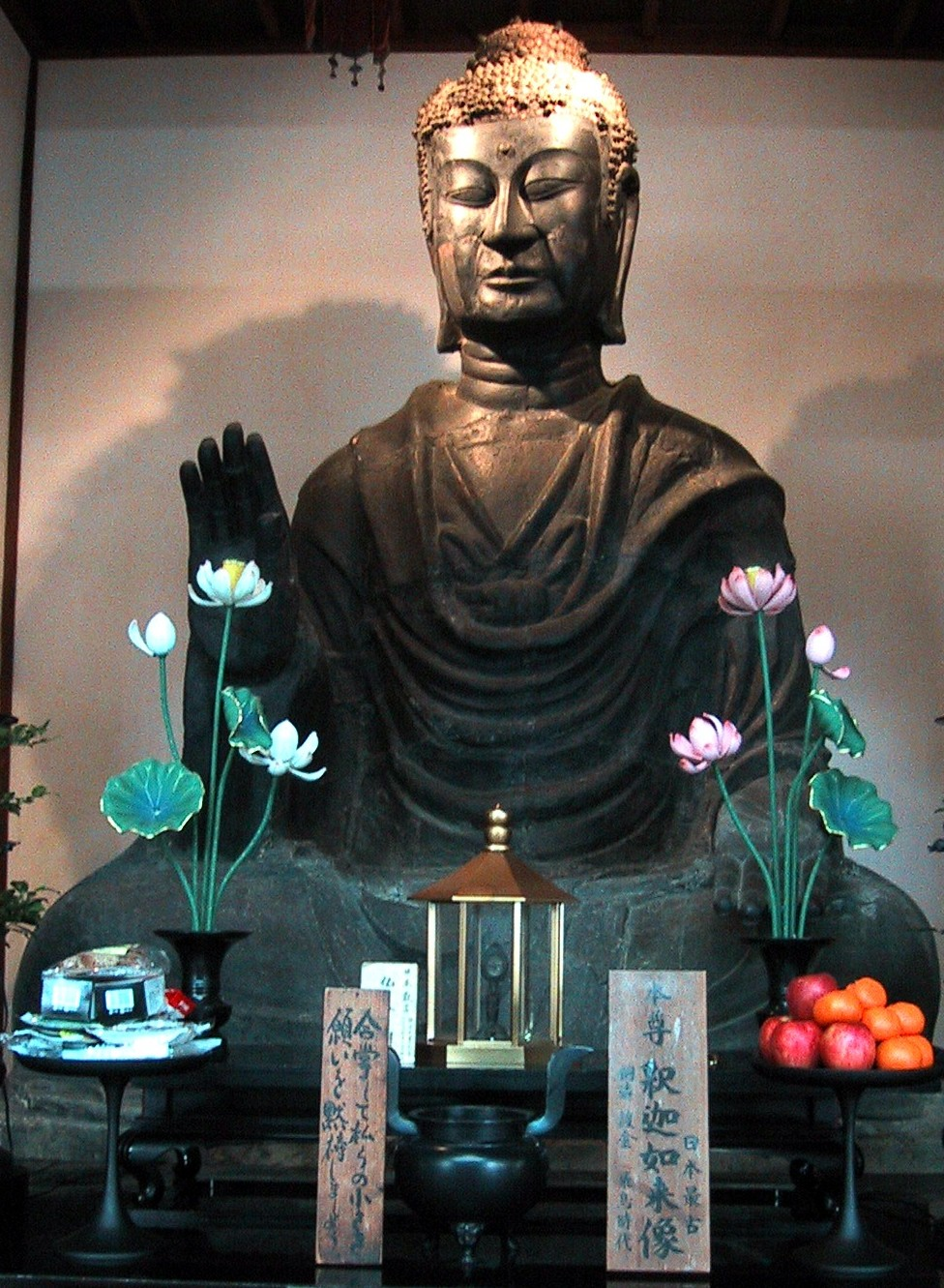
Sen được đặt bên cạnh tượng Phật Thích-ca tại Minh Nhật Hương Thôn, Nhật Bản

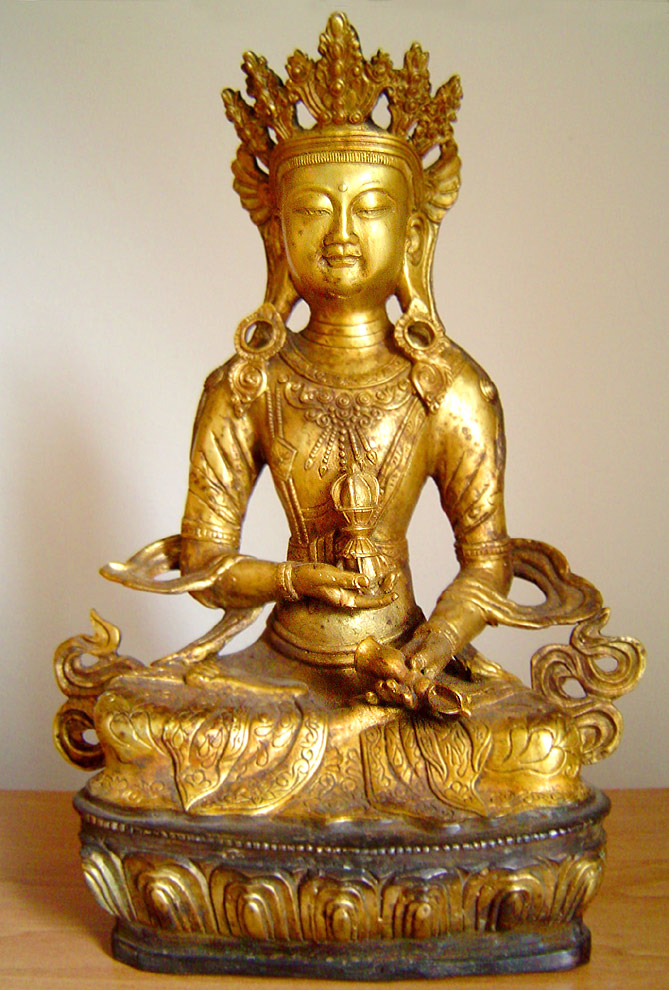
Tượng Kim Cương Tát-đoá đang ngồi trên tòa sen, Tây Tạng

Hoa sen (tiếng Phạn: padma; tiếng Nhật: hasu) trong Phật giáo là biểu tượng của sự thuần khiết và sinh hóa hồn nhiên (svayambhu). Theo kinh Lalitavistara, phần tâm linh của con người thì vô nhiễm, giống như hoa sen mọc trong bùn mà không bị hôi tanh bởi bùn. Còn theo Phật giáo Mật tông thì trái tim con người giống như đóa sen hàm tiếu, khi Phật tính phát triển bên trong thì đóa sen sẽ nở. Đây chính là ý nghĩa của việc Phật ngồi trên tòa sen    
Trong Phật giáo Tantra, đóa sen biểu thị cơ quan sinh dục nữ và đó chính là nguyên lý âm trong vũ trụ. Trong thai tạng giới Mạn-đà-la, đóa sen trắng ở trung tâm Mạn-đà-la, biểu thị tử cung (Thai tạng) của thế giới. công trình Phật giáo như cây hoa sen thực trong các hồ ở chùa, có mặt ở các toà sen của các vị chư Phật, chư thần. Trên các bức tranh lụa Phật giáo cũng có hình tượng hoa sen như trong tranh lụa Tây Tạng có dấu chân của Thanh-đa-la trên hoa sen. Người ta tin rằng, những người lúc lâm chung mà tâm không sợ hãi và ở tại thế người đó có phước đức thì sẽ nhìn thấy được Đức Phật A Di Đà cùng hàng Thánh chúng hiện ra dẫn dắt người đó qua cõi Cực Lạc. Họ sẽ hóa sinh ra ở cõi ấy bằng hình tướng là những em bé trai trần truồng, sẽ được Đức Quán Thế Âm Bồ-tát và Đức Đại Thế Chí Bồ-tát nuôi nấng trong những bông hoa sen và đợi cho đến khi hoa nở thì sẽ thấy được Phật A Di Đà. 

## Hoa sen trong biểu tượng

### Sen trắng
Sen trắng tượng trưng cho sự thuần hóa của nhân tính, bồ đề tâm hay còn gọi là giác tâm, thường có 8 cánh ứng với Bát chính đạo. Nó là đặc trưng của phái Mật tông và là đoá sen của các vị Phật. Sau này có giáo phái Bạch Liên giáo lấy bông sen trắng làm biểu tượng.

### Sen đỏ
Sen đỏ tượng trưng cho bản chất nguyên thủy của trái tim, là đoá hoa của tình yêu, đam mê và sự năng động. Đây là loại sen của Quan Thế Âm.

### Sen xanh
Sen xanh là biểu tượng của trí tuệ, tri thức của chiến thắng của tinh thần đối với các cảm quan. Đây là loại sen của Văn Thù Sư Lợi, hiện thân của trí tuệ viên thành.

### Sen hồng
Sen hồng là loại sen tối thượng, thường được dành cho các vị tối cao, là đoá sen của những vị tu theo giáo phái nguyên thủy.

### Sen tímthẫm
Sen tím thẫm là đóa sen huyền diệu, biểu thị những ảnh tượng của phái Mật tông. Các đoá hoa có thể đang còn e ấp hoặc đã được nở bung hết. Chúng có thể được nâng đỡ bởi một cọng hay ba cọng hoa (tượng trưng cho ba phần của Garbhabatu: Vairocana, hoa sen và vajra) hoặc năm cánh hoa tượng trưng cho Năm tri thức của Vajradhatu.

## Hoa sen trong công trình Phật giáo
- Trong một số ngôi chùa có những quả chuông như chuông chùa Liên Phái, Hà Nội thường có cụm từ "Án ma ni bát mê hồng" (Om mani padme hum), nghĩa là "chân linh trong hoa sen".
- Chùa Một Cột, Hà Nội có biểu tượng một bông hoa sen mọc trên hồ.
- Tháp Cửu phẩm liên hoa có ở chùa Bút Tháp, Bắc Ninh là một tổ hợp kết cấu gỗ dạng tháp, có chín tầng chồng lên nhau. Mỗi tầng có một đài sen rộng chừng 2m, cao 50cm. Cả tháp cao 7,8m, phía ngoài tháp các cánh sen bằng gỗ sơn đỏ tạo thành tầng tầng lớp lớp so le nhau, tháp có thể quay tròn quanh một trục, có gắn tượng Phật và chạm những cảnh dân gian hay lấy đề tài trong Phật thoại.
- Chùa Tây Phương, Hà Tây có các đầu cột được làm thành hình bông hoa sen hoặc làm thành cả hồ sen.
- Chùa Kim Liên, Hà Nội có tổng mặt bằng được cô gọn lại thành hình tượng một bông sen.

## Hoa sen trong những biểu tượng khác
- Khi lễ Phật, hai bàn tay chắp lại làm thành hình hoa sen chưa nở, kiểu lễ này gọi là "Liên hoa hợp chưởng" hoặc "Liên hoa thủ ấn" hay "Liên hoa ấn".
- Bộ áo cà sa của tỳ-khưu được gọi là "Liên hoa y" hay "Liên hoa phục".
- Cõi Cực Lạc của Phật A Di Đà còn được gọi là "Liên bang", là một cõi có nhiều hoa sen. Do vậy, Tịnh độ tông được gọi là "Liên tông"; nhóm bạn cùng tịnh nghiệp được gọi là "Liên xã"; thời gian được dùng để niệm Phật gọi là "Liên liêu".
- Hoa sen trắng có 8 cánh nằm trên vòng tròn viền trắng, nền màu xanh lá mạ là huy hiệu của Gia đình Phật tử Việt Nam. Ba cánh hoa dưới tượng trưng cho Tam bảo - Phật, Pháp, Tăng. Năm cánh hoa phía trên của tượng trưng cho 5 đức hạnh theo thứ tự từ trái qua phải, từ ngoài nhìn vào là: trí tuệ, hỉ xả, tinh tấn, thanh tịnh, từ bi.

## Trong văn học Phật giáo
Trong sách "Tánh mạng khuê" có bài thơ về hoa sen như sau:
| Hồng hồng bạch bạch thủy trung liên, Xuất ố nê trung sắc chuyền liên; Hành trực ngẫu không bổng hựu thục, Tu hành diệu lý kháp như nhiên | (Tạm dịch) Sen nở trong đầm đỏ trắng phơi, Bùn nhơ không nhiễm sắc thêm tươi. Thân ngay, ngó rỗng, gương đầy hột. Cái lý tu hành cũng thế thôi. |

Trong Kinh Hoa Nghiêm, phẩm Nhập Bất Tư Nghị Giải Thoát Cảnh Giới Phổ Hiền Hạnh Nguyện có câu:
"Do như liên hoa bất trước thủy
Diệc như nhật nguyệt bất trụ không."
(Tạm dịch:)
"Cũng như hoa sen không dính nước
Nào khác nhật nguyện chẳng dừng không."